# Jobst von Berg
Jobst von Berg (* 1962 in Göttingen) ist ein deutscher Künstler. Er arbeitet als Maler, Fotograf, Dokumentarfilmer und Videokünstler.

## Leben und Schaffen
Jobst von Berg studierte Völkerkunde, Soziologie und Musikwissenschaften an der Universität Göttingen und von 1988 bis 1996 Freie Kunst an der Hochschule für Künste Bremen. 1996 legte er sein Diplom ab und wurde Meisterschüler von Karl Heinrich Greune. Von 1996 bis 2000 arbeitete er als freischaffender Künstler in Berlin. 1998 erhielt er ein Stipendium der Stadt Bremen.
Von 2000 bis 2015 war Jobst von Berg Dozent bei der Internationalen Norder Sommerakademie, von 2005 bis 2015 war er Leiter einer Klasse für Acrylmalerei in Hamburg-Eppendorf, Schleswig und Lauenburg. 2008 war er Mitbegründer der Schleswiger „Galerie auf der Freiheit“ (GAF).
Jobst von Berg lebt in Schleswig-Holstein. Er ist Vater von vier Kindern.

## Ausstellungen
Einzelausstellungen
- 1994: concrete works, Produzentengalerie, Bremen
- 1995: caged-uncaged, Galerie Gruppe Grün, Bremen
- 1996: contact, Lichthaus, Bremen
- 1998: Großer Schuß, Galerie Hellmann, Kiel

Gruppenausstellungen
- 1988: Halbzeit, Kunstverein Rastede
- 1996: Tower-Art, Jacobs Suchard, Bremen
- 1997: fayence, Museum für Kunst und Gewerbe, Lübeck
- 1998: Wahnsinn heute, Kunstpreis für Fotografie/Literatur, Bremen
- 1999: Förderpreisausstellung der Stadt Bremen, Städtische Galerie Bremen
- 1998: Kunstfrühling 98, Güterbahnhof Bremen
- 2000: Kunst und Technik, Berlin-Mitte
- 2000: Förderpreisausstellung der Stadt Bremen, Städtische Galerie Bremen
- 2000: Wo ist Wo?, Haus des Lehrers, Berlin-Mitte
- 2000: Polizeipräsidium Bremen[2]
- 2001: ceterum censeo, Galerie im Marstall, Berlin
- 2008: Sieben Räume, GAF, Schleswig
- 2008: Mein Garten, GAF, Schleswig
- 2009: hier und jetzt, GAF, Schleswig
- 2011: 7. Bremer Kunstfrühling 2011, Gleishalle am Güterbahnhof, Bremen
- 2011: [to] Break, japanisch/deutsches Projekt, Christian Jensen Kolleg, Breklum
- 2012: [to] Break, St. Petri-Kirche, Hamburg
- 2012: Tiefenschaerfe, fotografische Arbeiten aus der Sammlung der Städtischen Galerie Bremen

## Arbeiten im öffentlichen Raum
- 1990: großformatige Bilder für die bremer shakespeare company
- 1996: 1. Preis (realisiert), Trialog, Kunst am Bau, Telekom Bremerhaven
- 1999: trans-plant, 4 Vitrinen, Alexanderplatz, Berlin
- 2004, 2005: Bühnenbilder und Videos als Auftragsarbeit für das Junge Theater Bremen
- 2009: Video als Auftragsarbeit für das Projekt Aquamarin mit M. Rettig (Piano) und Tao Song (Cello)
- 2012: Video als Auftragsarbeit für das Projekt ohne Kompass – Gehen mit M. Rettig (Piano), Tao Song (Cello), Yu Hong (Sopran) und Christoph Ogiermann (Violine), Schwankhalle Bremen
- 2018: Videoinstallation Splitter für das Kunstprojekt LandKunstStück
- 2025: Videoinstallation REI als Auftragsarbeit am Digital Totem ICON by Covivio, Düsseldorf[3]